# Domino (песня)
«Domino» — песня британской певицы и автора песен Джесси Джей. Авторами трека является сама певица, Клод Келли, Макс Мартин, Cirkut. Песня была выпущена в качестве сингла в поддержку переиздания дебютного альбома Who You Are. Продюсировал трек Dr. Luke.

## О песне
«Domino» является танцевальной композицией с элементами диско. В июле 2011 года, Джесси Джей через свой аккаунт в социальной сети твиттер, выложила 21-секундный отрывок песни. Официальная премьера состоялась 16 августа на канале Джесси Джей на YouTube. В интервью для MTV певица призналась, что многие не верили в эту композицию по причине отличия от её предыдущих работ. Также она добавила, что перед написанием слушала таких исполнителей как Уитни Хьюстон и Принс. Песня была выпущена в качестве ведущего сингла в поддержку переиздания дебютного альбома Who You Are.
"Domino" написана в тональности соль мажор с темпом 127 ударов в минуту.

## Критика
Песня получила в большинстве случаев положительные отзывы критиков. Многие из них хвалили сильный вокал Джесси, а другие ругали за схожесть песни со стилем американской певицы Кэти Перри. Джеймс Мастерсон из About.com назвал «Domino» «удивительной поп-композицией».

## Музыкальное видео
Премьера клипа состоялась 26 декабря 2011 года. Режиссёром клипа выступил Рей Кей. Единственный человек в клипе это Jessie J.

## Издания
| - Digital download 1. «Domino» — 3:51 - Германский CD' 1. «Domino» — 3:51 2. «Nobody’s Perfect» (Netsky Full Vocal Remix) — 4:55 - Digital download — remix 1. «Domino» (Rick & K-Night vs. Stefano Prada Remix) — 5:36 - US Remix EP' 1. «Domino» — 3:51 2. «Price Tag» (Shux Remix) (featuring Devlin) — 3:27 3. «Who You Are» (Seamus Haji Remix Radio Edit) — 3:46 4. «LaserLight» (featuring Давид Гетта) — 3:31 5. «My Shadow» — 3:29 6. «Domino» (Myon And Shane Remix) (Extended Mix) — 5:18 - Американский промо EP 1. «Domino» — 3:51 2. «Price Tag» (feat. B.o.B) — 3:42 3. «Who You Are» — 3:50 4. «LaserLight» (featuring Давид Гетта) — 3:31 5. «My Shadow» — 3:29 6. «Domino» (Myon And Shane Remix) (Extended Mix) — 7:04 |

## Чарты
| Чарт (2011-12)                      | Наивысшая позиция |
| ----------------------------------- | ----------------- |
| Австралия (ARIA)                    | 5                 |
| Австрия (Ö3 Austria Top 40)         | 26                |
| Бельгия/Фландрия (Ultratop 50)      | 41                |
| Бельгия/Валлония (Ultratop 50)      | 37                |
| Болгария (IFPI)                     | 2                 |
| Канада (Billboard Canadian Hot 100) | 7                 |
| Дания (Tracklisten)                 | 22                |
| French Singles Chart                | 11                |
| Германия (GfK)                      | 22                |
| Венгрия (Rádiós Top 40)             | 9                 |
| Ирландия (IRMA)                     | 1                 |
| Нидерланды (Dutch Top 40)           | 14                |
| Новая Зеландия (Recorded Music NZ)  | 3                 |
| Испания (PROMUSICAE)                | 24                |
| Airplay Chart                       | 5                 |
| Швеция (Sverigetopplistan)          | 28                |
| Швейцария (Schweizer Hitparade)     | 25                |
| Великобритания (OCC UK Singles)     | 1                 |
| UK Official Streaming Chart Top 100 | 1                 |
| США (Billboard Hot 100)             | 6                 |
| США (Billboard Pop Airplay)         | 2                 |
| США (Billboard Dance Club Songs)    | 1                 |
| США (Billboard Adult Pop Airplay)   | 4                 |
| США (Billboard Adult Contemporary)  | 14                |

## Сертификаты
| Country (provider)   | Certification |
| -------------------- | ------------- |
| Australia (ARIA)     | 3× Platinum   |
| Denmark (IFPI)       | Gold          |
| New Zealand (RIANZ)  | Platinum      |
| Switzerland (IFPI)   | Gold          |
| United Kingdom (BPI) | Platinum      |
| United States (RIAA) | 2× Platinum   |